# Gurudaspur
Gurudaspur är ett underdistrikt i Bangladesh. Det ligger i den centrala delen av landet, 140 km nordväst om huvudstaden Dhaka.
Trakten runt Gurudaspur består till största delen av jordbruksmark. Runt Gurudaspur är det mycket tätbefolkat, med 1 221 invånare per kvadratkilometer.